# Sotabosc

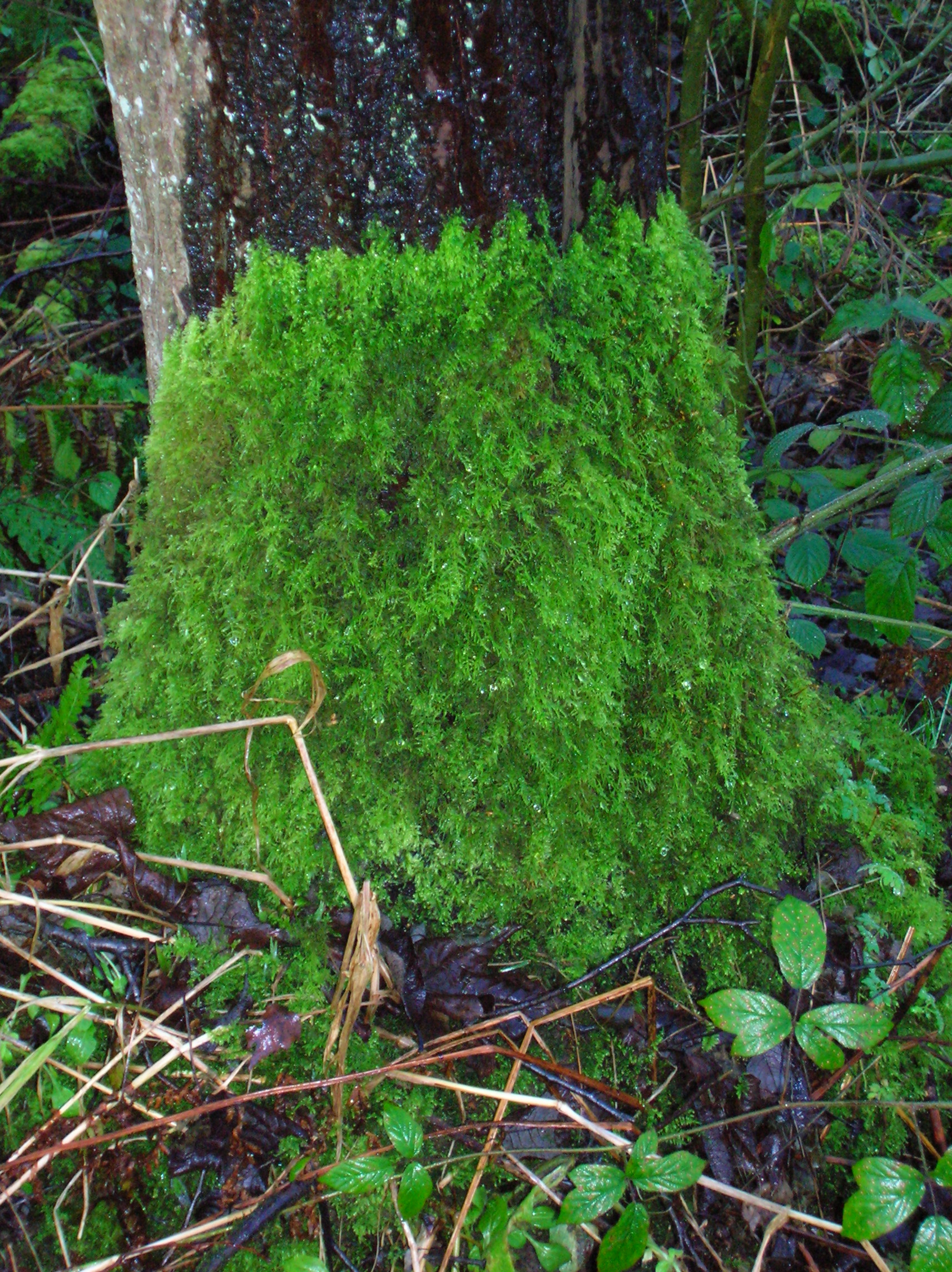
La molsa de la base d'aquest arbre mostra el límit del sotabosc.

El sotabosc és la part del bosc ocupada per herbes i arbusts que en formen l'estrat inferior. Les comunitats vegetals del sotabosc consten d'una barreja de plantes nascudes de llavors i de rebrots dels arbres junt amb arbusts i plantes herbàcies. Els arbres joves sovint romanen anys sense créixer gairebé gens dominats pels arbres adults. D'altra banda els arbusts són capaços de completar el seu cicle en les condicions més o menys ombrívoles de cada tipus de bosc. Els esbarzers que es troben dins del bosc pot ser que mai floreixin i es van multiplicant de forma només vegetativa.
Al sotabosc i ha intensitats de llum més baixes que a les capçades superiors. La longitud d'ona de la llum que està disponible és només una part de la total rebuda per la capçada, per això les plantes del sotabosc han de ser sovint tolerants a les condicions d'ombra i ser capaces de fer la fotosíntesi amb èxit amb una quantitat limitada de llum i ser capaces de fer servir longituds d'ona no disponibles en la zona de les capçades. En arbres caducifolis de zona temperada, com passa en les fagedes, les plantes han de tenir una biologia més ràpida i per exemple florir abans que les fulles dels arbres limitin la llum de manera important.
El sotabosc reté més humitat que les zones del bosc més exposades. Les capçades del bosc redueix la radiació solar i així la terra no s'escalfa tan ràpidament i no hi ha tanta evaporació. Com a conseqüència el sotabosc s'asseca més lentament. La major humitat permet que els fongs i altres descomponedors, animals i plantes, prosperin en millors condicions gaudint d'un millor microclima.
Moltes de les plantes ornamentals d'origen tropical són originàries del sotabosc per això poden viure amb la relativa poca lluminositat de l'interior dels pisos.